# Franko Lalić
Franko Lalić (Makarska, 5. veljače 1991.), hrvatski nogometaš, vratar

## Karijera
Franko Lalić rođen je u Makarskoj. U makarskom Zmaju započeo karijeru. Nakon odličnih utakmica koje je pružao u dresu HNK Zmaja odlazi u prvoligaša, Croatiju iz Sesveta. Odradio je dvije sezone u kategoriji juniora Prve hrvatske nogometne lige gdje je slovio za najboljega vratara lige. Igrao je potom u Poletu iz Svete Klare, Nuru iz Zagreba i Dinamu iz Odranskog Obreza. Nakon Hrvatske otišao je u inozemstvo, prvo u Austriju u ASKÖ Stinatz, a nakon toga u Litvu, gdje je upisao četiri nastupa u prvoj litavskoj ligi (A Lyga) u Klaipedos Granitasu. Nakon toga odlazi u Premijer ligu BiH. Za Mladost je upisao 14 nastupa, gdje je dao poseban doprinos u kup natjecanjima, u kojima je klub zabilježio najbolji plasman u povijesti kluba, polufinale kupa. Mjeseca srpnja 2017. prešao je u Slogu iz Simina Hana, vodeći klub Prve nogometne lige Federacije Bosne i Hercegovine.

## Klupska statistika
| Klub                     | Sezona    | Nastupi |
| ------------------------ | --------- | ------- |
| NK Dinamo Odranski Obrez | 2014/2015 | 32      |
| ASKÖ Stinatz             | 2015/2016 | 30      |
| FK Granitas              | 2015/2016 | 4       |
| FK Mladost Doboj-Kakanj  | 2016/2017 | 14      |

## Vanjske poveznice
- (eng.) Scoresway  Arhivirana inačica izvorne stranice od 3. listopada 2017. (Wayback Machine)
- (eng.) Transfermarkt